# Мерхінг
Мерхінг (нім. Merching) — громада в Німеччині, знаходиться в землі Баварія. Підпорядковується адміністративному округу Швабія.
Площа — 24,83 км2. Населення становить 3213 ос. (станом на 31 грудня 2020).